# National Board of Review Awards 2013
L'85ª edizione dei National Board of Review Awards si è svolta il 7 gennaio 2014.
I vincitori sono stati annunciati il 4 dicembre 2013.

## Classifiche

### Migliori film
- 12 anni schiavo (12 Years a Slave), regia di Steve McQueen
- Prossima fermata Fruitvale Station (Fruitvale Station), regia di Ryan Coogler
- Gravity, regia di Alfonso Cuarón
- A proposito di Davis (Inside Llewyn Davis), regia di Joel ed Ethan Coen
- Lone Survivor, regia di Peter Berg
- Nebraska, regia di Alexander Payne
- Prisoners, regia di Denis Villeneuve
- Saving Mr. Banks, regia di John Lee Hancock
- I sogni segreti di Walter Mitty (The Secret Life of Walter Mitty), regia di Ben Stiller
- The Wolf of Wall Street, regia di Martin Scorsese

### Migliori cinque film stranieri
- Oltre le colline (Dupa dealuri), regia di Cristian Mungiu
- Gloria, regia di Sebastián Lelio
- The Grandmaster (Yut doi jung si), regia di Wong Kar-wai
- Kapringen, regia di Tobias Lindholm
- Il sospetto (Jagten), regia di Thomas Vinterberg

### Migliori cinque documentari
- 20 Feet from Stardom, regia di Morgan Neville
- The Act of Killing, regia di Joshua Oppenheimer
- After Tiller, regia di Martha Shane e Lana Wilson
- Casting By, regia di Tom Donahue
- Al Midan, regia di Jehane Noujaim

### Migliori dieci film indipendenti
- Senza santi in paradiso (Ain't Them Bodies Saints), regia di David Lowery
- Dallas Buyers Club, regia di Jean-Marc Vallée
- In a World..., regia di Lake Bell
- Mother of George, regia di Andrew Dosunmu
- Much Ado About Nothing, regia di Joss Whedon
- Mud, regia di Jeff Nichols
- Come un tuono (The Place Beyond the Pines), regia di Derek Cianfrance
- Short Term 12, regia di Destin Cretton
- Killer in viaggio (Sightseers), regia di Ben Wheatley
- The Spectacular Now, regia di James Ponsoldt

## Premi
- Miglior film: Her, regia di Spike Jonze
- Miglior film straniero: Il passato (Le Passé), regia di Asghar Farhadi
- Miglior documentario: Stories We Tell, regia di Sarah Polley
- Miglior attore: Bruce Dern - Nebraska
- Miglior attrice: Emma Thompson - Saving Mr. Banks
- Miglior attore non protagonista: Will Forte - Nebraska
- Miglior attrice non protagonista: Octavia Spencer - Prossima fermata Fruitvale Station (Fruitvale Station)
- Miglior attore rivelazione: Michael B. Jordan - Prossima fermata Fruitvale Station (Fruitvale Station)
- Miglior attrice rivelazione: Adèle Exarchopoulos - La vita di Adele (La Vie d'Adèle - Chapitres 1 & 2)
- Miglior cast: Prisoners, regia di Denis Villeneuve
- Miglior regista: Spike Jonze - Her
- Miglior regista esordiente: Ryan Coogler - Prossima fermata Fruitvale Station (Fruitvale Station)
- Miglior film d'animazione: Si alza il vento, regia di Hayao Miyazaki
- Miglior sceneggiatura originale: Joel ed Ethan Coen - A proposito di Davis (Inside Llewyn Davis)
- Miglior sceneggiatura non originale: Terence Winter - The Wolf of Wall Street
- Spotlight Award: collaborazione di Martin Scorsese e Leonardo DiCaprio
- Premio per l'innovazione creativa nel filmmaking: Gravity, regia di Alfonso Cuarón
- Premio William K. Everson per la storia del cinema: George Stevens Jr.
- Premio per la libertà di espressione: La bicicletta verde (Wadjda), regia di Haifaa Al-Mansour